# Helligåndskirken (Faaborg)
|  | Mente du Fåborg Kirke? |
 For alternative betydninger, se Helligåndskirken. (Se også artikler, som begynder med Helligåndskirken)
Helligåndskirken, eller bare Faaborg Kirke, er en kirke i Fåborg Sogn på Sydfyn.
Kirken er opført som klosterkirke. Klosteret blev revet ned i 1530'erne efter Reformationen. Siden 1539 har kirken fungeret som sognekirke til erstatning for den ældre Sct. Nikolai kirke, der blev nedrevet i ca. 1539. Det tilhørende Faaborg Klokketårn overlevede og fungerer som klokketårn for Helligåndskirken.
Kirken er gulkalket og har intet tårn, men et spåntækt rytterspir.

## Eksterne kilder og henvisninger
- Helligåndskirken hos danmarkskirker.natmus.dk (Danmarks Kirker, Nationalmuseet).

- Helligåndskirken hos KortTilKirken.dk
- Wikimedia Commons har flere filer relateret til Helligåndskirken (Faaborg)